# HD 82205
HD 82205 är en dubbelstjärna belägen i den norra delen av stjärnbilden Luftpumpen. Den har en skenbar magnitud av ca 5,48 och är svagt synlig för blotta ögat där ljusföroreningar ej förekommer. Baserat på parallaxmätning inom Hipparcosuppdraget på ca 4,1 mas, beräknas den befinna sig på ett avstånd på ca 790 ljusår (ca 240 parsek) från solen. Den rör sig bort från solen med en heliocentrisk radialhastighet på ca 12 km/s.

## Egenskaper
Primärstjärnan HD 82205 är en orange till gul jättestjärna av spektralklass K3 III. Den har en radie som är ca 33 solradier och har ca 550 gånger solens utstrålning av energi från dess fotosfär vid en effektiv temperatur av ca 4 500 K.
Primärstjärnan är troligtvis en ensam stjärna eftersom den andra komponenten i dubbelstjärnan anses vara en visuell följeslagare.